# Cigale
Cigale je priimek v Sloveniji, ki ga je po podatkih Statističnega urada Republike Slovenije na dan 1. januarja 2022 uporabljalo 231 oseb in je med vsemi priimki po pogostosti uporabe uvrščen na 1.820. mesto. Največ ljudi s tem priimkom stanuje v Osrednjeslovenski statistični regiji.

## Etimologija
Domnevni izvorni kraj priimka je Črni Vrh nad Idrijo, kjer je jezikoslovec in domačin Ivan Tominec leta 1964 v delu Črnovrški dialekt zapisal hišno ime Caγṷàle. Priimek so še v 19. stoletju zapisovali kot Zigolle, v podobni obliki Zugule pa je zapisan tudi v poročni knjigi župnije Vrhnika iz leta 1635. Priimek sam naj bi pomensko nastal ob prevzemanju italijanskega glagola cigolare in zigare, kar je tudi vzdevek za slabega violinista.

## Znani nosilci priimka
- Franc Ksaver Cigale (Fran Mlinar Cigale) (1887—1972), glasbenik, skladatelj (pravnik)
- Gašper Cigale (1805—1850), duhovnik in narodni buditelj
- Marija Cigale (*1942), sociologinja, publicistka, političarka (afera Ivan Oman)
- Marko Cigale (*1948), geolog, direktor rudnika živega srebra
- Matej Cigale (1819—1889), pravnik, jezikoslovec (terminolog) in urednik
- Martin Cigale, kulturni delavec v Ljubljani 19. stoletja